# Склад индивидуального хранения
Склад индивидуального хранения (англ. self storage) — совокупность мини-боксов (ячеек, комнат, мини-складов), сдаваемых в аренду на ограниченный срок, как правило, от месяца. Предназначены как для хранения личных вещей (мебель, одежда, мототехника и прочее) частных лиц, так и собственности коммерческих организаций (техника, архивы и др.).
В России услуга self storage популярна среди владельцев интернет-магазинов.

## История

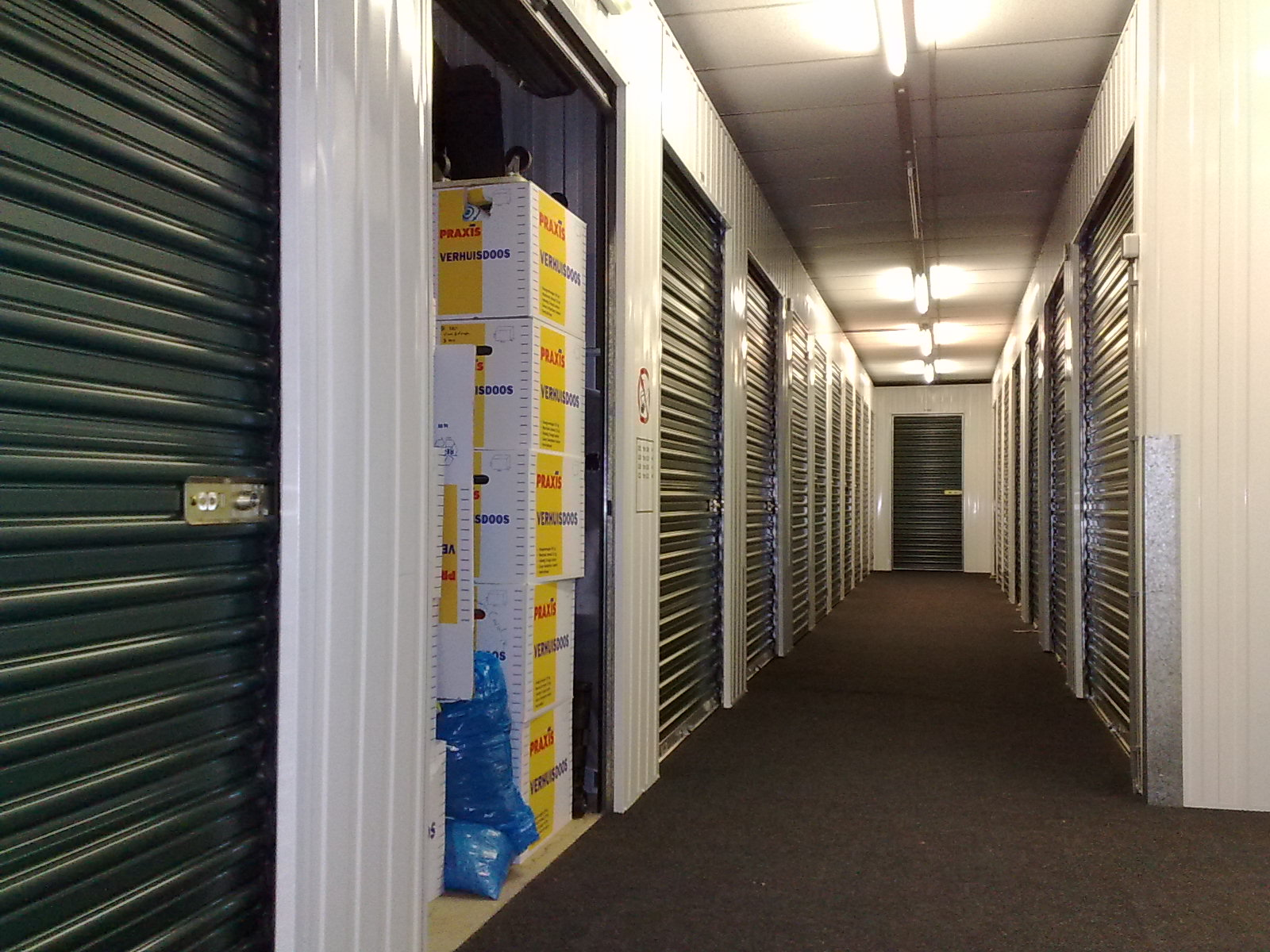
Вариант склада с совокупностью минибоксов

### Древние времена
Впервые упоминания о специально организованном хранении
встречаются уже в источниках 4-го тысячелетия до н. э. Первыми вопросы о
системном хранении товаров и ценностей стали решать древние египтяне. В Египте
возникли продовольственные хранилища. Этот факт подтверждают археологи: они
постоянно находят свидетельства системной организации хранения в этой стране.
Для каждого типа товаров там предназначалась конкретная складская зона:
существовали отдельные помещения для хранения непродовольственных товаров,
ценных вещей, фруктов, оружия, зерна и пр. Отделения были промаркированы
определёнными цветами. Помимо чёткого распределения товара, владельцы складов
того времени уделяли должное внимание и обустройству складских помещений. В
ходу были вентиляционные и дренажные приспособления.
Время расцвета Римской империи стало золотым для древних
систем складского хранения. Пиковая  загрузка была связаны с большой
активностью торговцев, завоевателей и путешественников. Люди того времени много
и часто пользовались торговыми путями, чтобы добраться в соседние империи.
К 500 году н. э. услуги хранения перестали приносить
своим владельцам такой доход, как раньше, и на долгое время складское развитие
остановилось.

### Наши дни
Всплеск спроса на системы хранения вновь появился лишь к X веку н.
э. На этот раз складское дело открыла для себя Венеция. Венецианская
республика, расположенная на пересечении важнейших торговых путей между Европой
и Азией, логично ответила запросам времени: здесь стали активно строить
помещения для временного хранения самых разных товаров и грузов. Венецианцам
принадлежит такое нововведение в складском деле, как учёт товара, переданного
на хранение.
Далее пришла очередь английских рабочих гильдий сказать
своё слово. Эти организации оптом импортировали и экспортировали некоторые виды
продуктов, сельскохозяйственные товары, чай,  ТНП. Первый большой
английский оптовик — «Компания залива Гудзон» — занимался
бакалейными товарами. Успешное начало их работе положила торговля редкими в
европейской части света  пряностями. Затем они охватили продовольственный
рынок и дошли до перевозки и продажи драгоценностей и меховых изделий.
Далее двигателем складского развития была европейская
промышленная революция. Она привела к росту количества городского населения и
увеличению площадей для хранения всего, необходимого горожанам.

#### Америка
Индустрия хранения всегда активно развивалась там, где был
соответствующий торговый оборот. Родина современных складов —
США — не исключение. Именно Америка стала первооткрывательницей self
storage. Началом развития складов в Соединённых штатах считают момент, когда
поселенец П. Минуэт начал приём вещей на хранение от местных жителей. Он
наполнил свой склад мехами, которые поселенцы покупали у местных, и товарами,
привезёнными из Голландии. До Первой мировой войны основную задачу американских
складов составляло хранение. Но торговый бум 40-х годов
XX века явно
обозначил необходимость пересмотра складских задач. Теперь требовалось уделять
больше внимания дистрибуции товаров. В этот же период в Америке впервые
появились склады для индивидуального хранения. Первый склад формата self storage был основан в 1958 году в США в Форт-Лодердэйле, а с 70-х годов они начинают
распространяться по всему миру.
Сегодня на каждого жителя США (включая новорожденных)
приходится по 0,7 кв. м.
помещений для хранения.  Популярность self storage обусловлена мобильностью населения: многие люди
живут в съёмном жильё и регулярно переезжают.

#### Европа и Австралия
От США приняли эстафету популярности камер индивидуального хранения Новая Зеландия и Австралия. Зелёный континент сегодня обслуживают 900 складских операторов, в ведении которых почти 1500 складов. Далее self storage шагнул в Европу: его по достоинству оценили в Великобритании, Франции, Германии и Голландии. Согласно международной статистике, в настоящее время насчитывается около 800 складов self-storage в Великобритании, 380 во Франции и 100 в Германии.

#### Азия
В начале XXI века системы индивидуального хранения дошли до Азии и Ближнего Востока: в Японии сейчас — более 2000 складов, а рынки складской недвижимости Сингапура и Гонконга показывают ежегодный прирост на 5—7 %.

## В России

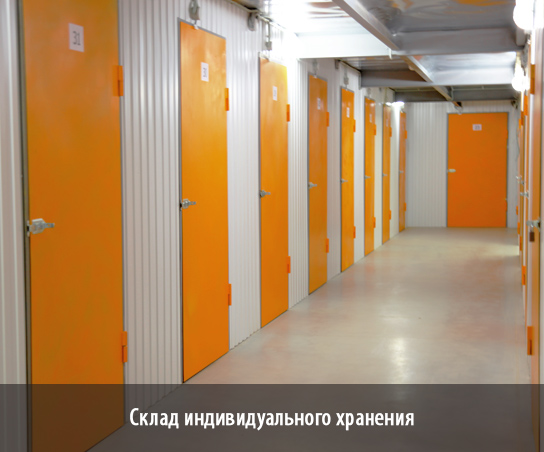
Пример складов в России

В силу исторических обстоятельств индивидуальное хранение
пришло в Россию лишь в  2007 году. За следующие семь лет специалистами
отрасли были накоплены статистические данные. Правда,  прогнозы дальнейшего
развития рынка индивидуального хранения, в РФ делать сложно. Не обойтись без
скидок на политику и особенности менталитета россиян. Индивидуальное хранение в
целом по стране пока не завоевало такой популярности, как в других странах.
Россияне ещё не привыкли к тому, что современные склады — это не просто
стеллажи для хранения, но часть целого современного  комплекса с
отлаженной  логистикой и надёжной системой безопасности, «умными»
технологиями и арсеналом спецтехники. Иная ситуация в Москве. Здесь услуги индивидуального
хранения востребованы, поскольку люди часто живут в арендованном жилье.
Средняя заполненность таких складов в Москве в 2020 году составляла 87,6%.
Московский self storage располагает
камерами хранения с площадью от полуметра, а самый ходовой размер
индивидуальной камеры хранения – 4 кв. м.
Чаще всего клиенты снимают камеры self storage на
полгода.
Средняя цена годовой аренды индивидуального хранилища без
учёта бонусов и акций – 14 тыс. рублей за
квадратный метр.
До 65 % клиентов, использующих self storage – физические
лица, оставшиеся 35 % –юридические. Люди хранят в ячейках технику и мебель,
сезонный спортинвентарь. Представители бизнеса используют склады для хранения
оборудования и мебели (востребованная услуга для сезонных кафе), одежду и
бытовые товары (интернет-магазины).
Особенности клиентского договора в России могут предусматривать отсутствие ответственности арендодателя за ущерб имуществу арендатора, причинённый во время хранения. Так, после крупного пожара на одном из складов в 2020 году, произошедшего, согласно заключению МЧС, с наибольшей вероятностью из-за выброса открытого пламени из элементов работавшей в нештатном режиме системы пожаротушения, потерпевшие убытки клиенты не имели оснований для получения компенсации ущерба в случае невозможности установления виновника возгорания. Арендодатель может предоставлять клиенту возможность заключения типового договора страхования хранимого имущества. К началу осени 2024 года в российских городах-миллионниках число складов индивидуального хранения достигло 739, что на 17% больше по сравнению с предыдущим годом. Наибольший прирост зафиксирован в Екатеринбурге (+34%, до 71 склада) и Новосибирске (+19%, до 43 складов). В Москве и Санкт-Петербурге количество таких объектов увеличилось соответственно на 16% (до 304) и на 13% (до 155) .

## На Украине

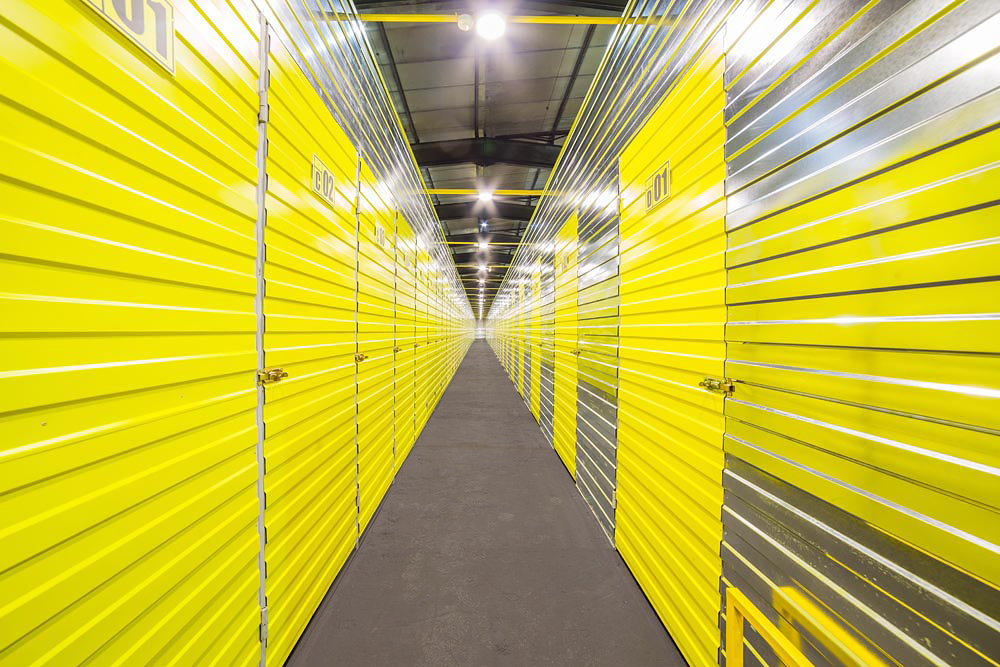
Пример складов в Киеве

На Украине услуга self-storage в её полноценном представлении (боксы малых размеров, безграничный доступ к личному боксу, многоуровневая охрана) появилась в 2015 году. 

Боксы размещаются в закрытом помещении под охраной. Каждый бокс имеет собственное освещение. Доступ арендатора к личному боксу возможен 7 дней в неделю, 24 часа в сутки. Срок аренды - от 1 недели до 1 года. Стоимость хранения в среднем составляет 240 грн/м2. 

Услуга индивидуального хранения на Украине новая и имеет особенности. Например, возможность модификации бокса. В бокс могут быть добавлены стационарные полки, деревянный пол. Такая гибкость услуги объясняется новизной сферы self-storage  на Украине и становлением её стандартов обслуживания, ожидаемых украинскими потребителями.

## Тенденции рынка
Новым эволюционным этапом в развитии складов индивидуального хранения стали сервисы облачного хранения вещей. Бизнес-модель сервисов облачного хранения отличается тем, что плата взимается не за арендуемую площадь, которая никогда не используется на 100%, а за фактический объём сданного имущества. Такое решение требует иного подхода к услуге.
Основные отличия сервиса облачного хранения от склада индивидуального хранения:
- хранитель обеспечивает всю логистику, зачастую без дополнительной платы для клиента;
- хранитель не предоставляет доступа посторонним лицам (в т.ч. клиентам) на территорию склада;
- хранитель бесплатно предоставляет упаковочный материал и услуги по упаковке.

Т.о. сервисы облачного хранения вещей предоставляют комплексную услугу, что важно для тех потребителей, кто ценит своё время. В постоянно ускоряющемся мире, экономия времени - один из ключевых запросов общества, поэтому сервисный рынок растёт во всех областях, в т.ч. в области индивидуального хранения вещей.
Хотя сервисы облачного хранения вещей в большей степени, нежели традиционные склады, отвечают запросам общества на удовлетворение потребности в экономии времени, у них есть ряд ограничений, которые неприемлемы для некоторых клиентов. В частности, отсутствие доступа к вещам затрудняет пользование сервисами индивидуального хранения для тех, кому нужно регулярное пользование своим имуществом, например, владельцам интернет-магазинов, которым нужен доступ к товару после продажи каждой единицы. Традиционные склады индивидуального хранения в таких случаях подойдут больше.